# 京極高次
京極 高次（きょうごく たかつぐ）は、安土桃山時代から江戸時代初期にかけての武将、大名。若狭国小浜藩の初代藩主。

## 生涯
永禄6年（1563年）、京極高吉と京極マリア（浅井久政の娘。浅井長政の姉）の長男として、浅井氏の居城である近江国の小谷城京極丸で生まれる。幼名は小法師と称した。
元亀元年（1570年）、父高吉の人質として、岐阜の織田信長のもとへ送られた。高吉は信長の軍勢への招きに対して、上平寺城に整居剃要して応じず、代わりに嫡子を差し出すことで、異心のないことを示したのである。
高次が人質生活を送っていた頃、京極高吉・マリア夫妻は洗礼を受けた。安土城下のセミナリヨで説教を四十日間続けて聴き受洗したという。このとき信長に仕えていた「十一、二歳の幼い子息」すなわち高次も受洗する予定であったが、見送られた。受洗後まもなく高吉が急死し、キリシタンになったことが神仏の罰を招いたと恐れられたためである。元服後は高次と名乗り、そのまま信長に仕えた。
本能寺の変後の山崎の戦いでは、高次は高次の妹・竜子の婿(高次の義弟)・武田元明と共に本能寺で信長を襲った明智光秀に通じ、天正10年（1582）6月、長浜城に出陣した。このため豊臣秀吉の追捕を受ける身となり、高次の叔父であり義父でもある浅井長政の妻、市が再嫁していた柴田勝家のもとに逃れたが、翌年、勝家は賤ヶ岳の戦いで秀吉に滅ぼされた。

### 大名への道
秀吉の側室となった妹・竜子の嘆願などにより、高次は許されて秀吉に仕えることとなり、天正12年（1584年）に近江国高島郡2,500石を与えられる。翌々年には5,000石へと加増された。さらに同年の九州平定での功により、1万石に加増され、大溝城も与えられて大名となった。天正15年（1587年）、京極家の旧家臣である浅井家の娘・初（父は浅井長政）を正室とする。高次と初は従兄妹同士であった。
天正18年（1590年）、小田原征伐の功により近江八幡山城2万8,000石となり、翌年に豊臣秀次が関白に就任すると、従五位下・侍従に任ぜられる。

### 近江の大名
文禄4年（1595年）には近江大津城6万石へと加増され、従四位・左近衛少将にも任ぜられた。大津城は明智光秀の坂本城の後継として秀吉の親族である浅野長政が築いたものである。滋賀郡にある南西近江の要の城であった。翌年には羽柴の苗字公称も許され、豊臣姓を下賜され、従三位・参議（宰相）に任ぜられる。
この頃の高次の出世は自身の功ではなく、妹や妻の尻の光（閨閥）に拠ったといわれ、高次は陰で蛍大名と囁かれた。しかし近江国支配を円滑に進めたい豊臣家は、大名羽柴家の草創地である北近江の代々の領主であった京極家や浅井家の名望を利用する目的があった。

### 大津籠城戦
秀吉が没した後の慶長5年（1600年）、徳川家康と石田三成の対立が深まっていた。そうした中、会津の上杉景勝を討つべく大坂を発った家康は、翌々日の6月18日に大津城へと立ち寄り、高次は家康から上杉征伐の間のことを頼まれ、弟の京極高知と家臣の山田大炊を家康に伴わせる。しかし三成も家康を討つべく諸大名を誘っており、高次は氏家行広と朽木元綱から三成の西軍へ属することを求められる。これに対して家康の東軍からも、再三の書状により大津城の堅守を頼まれる。高次は大津城の守りが弱いことから一旦は西軍へ属することを決め、大坂へ嫡子の熊麿（京極忠高）を人質として送り、大津城を訪れた三成と面会する。しかし関ヶ原への出陣に備えつつ、西軍の動向を東軍に伝える。ただし、御厨義道はこうした高次の行動は家中の親西軍派への配慮や万が一の京極家の生き残りのための策であって、一貫して東軍方として行動していたと解釈すべきとしている。なお、東軍諸将の間では高次が東軍についていることは7月の段階で広く知られていたが、石田三成ら西軍諸将は高次と豊臣一門との関係から西軍に加わるものと思い込んで高次が籠城を始めるまで東軍についていた事実に気づいていなかった。
9月1日、高次は西軍と共に大津城を発ち、2日には越前国の東野へと至るが、ここから海津を経て船で大津城へと戻る。3日、城に兵を集め兵糧を運び込み、籠城し西軍を抑える旨を、家康の重臣である井伊直政に伝える。高次の行動は即大坂へと伝えられ、城近くの逢坂関にいた毛利元康（西軍総大将毛利輝元の叔父）軍が大津の町へと攻め寄せた。
さらに立花宗茂軍がこれに加わる。7日、西軍の寄せ手は1万5,000とも3万7,000とも4万とも言われる数に増し、大砲が打ち込まれる。11日夜から12日夜明けまでに、家臣の山田大炊、赤尾伊豆守らは寄せ手に夜襲をかけ戦果を得るが、昼に堀は埋められ、13日には総攻撃を受け、高次自身も応戦するが2ヶ所に槍傷を受け、三の丸、続いて二の丸が落ちる。14日、毛利元康は大坂城からの使者・高野山の木食応其上人と新庄直忠を遣わし、降伏を勧めたが、高次はそれに従わず徹底抗戦の構えを見せた。その時、立花宗茂が高次の一命を助けようと保証の書状を送ろうとし、家臣の世戸口政真が城内に立てられた高次の馬印に矢文を命中させて書状を届けた。その書状の内容を読んだ高次は宗茂の厚情に感じ入り、かつ北政所の使者・孝蔵主を受け、老臣の黒田伊予の説得もあり、遂に降参した。宗茂は一族の立花政辰（立花三郎右衛門・臼杵新介)を人質として城中へ送った。高次は15日朝に城の近い園城寺に入り、剃髪染衣の姿になって下城したので、宗茂はこれを受け取り、高野山へ送った。
一方、開城したその日に関ヶ原の戦いが起こり、西軍の敗北となった。結局、高次の篭城により足止めされた毛利元康および立花宗茂らの軍勢は移動に時間がかかったため、関ヶ原に参陣することができなかった。

### 若狭国主
関ヶ原の戦いの後、徳川家康は西軍の軍勢を大津に引きつけて関ヶ原へ向かわせなかった高次の功績を高く評価した。高次は井伊直政からの使者を受け、早々に高野山を下りるように伝えられる。初め高次はこれを断ったが、更に山岡道阿弥を送られ、それに弟の高知も加わった説得を受けて下山した。高次は大坂で家康に会い、若狭一国8万5,000石へ加増転封され、後瀬山城に入る。慶長5年10月に小浜に入り、翌年には近江国高島郡のうち7,100石が加増される。
大坂の陣を控えた徳川家康の命により、高次は新たに日本海と北川と南川に囲まれた雲浜に、二条城に似た小浜城を築き始めた。また、後瀬山の麓に残った城跡と武家の屋敷を町屋として街路を整備し、新たな街区を設けるなど、小浜の城下町を整備した。
家康からの信任も厚かったようで、以下の書状を受けている。
```
御折紙
　殊に生鮭到来祝着之至に候、将又其国之儀雖小国候、爰元手寄に候間、先進上候處、
　御気に入御有付之由承候、左様候得者、弥令満足候、猶井伊兵部少輔可申候、
　恐々謹言
　十月十四日　　　　　　　　　　　家康
　京極宰相殿
```

イエズス会の「一六〇一年度日本年報」には、高次および正室の初が受洗したとの記事がある。1601年10月から1603年2月までの出来事を報告した「一六〇二年度日本年報」には「本年、我らの大いなる喜びとともに、京極マリア Qeogocu Maria の息子、若狭の殿である宰相殿 Saixodono がキリシタンになった。この日本のキリスト教界は、長年なかったあの平和を保っているので、あの（若狭）国でも、また彼の兄弟でキリシタンでもある修理殿 Xuridono の領する丹後でも、大きなキリスト教界が作られ、神の法が大いに宣べられるように」と高次の受洗を弟・高知の様子とともに明記している。
家康は慶長7年（1602年）9月、ルソン総督宛朱印状で、外国人が外国の法（キリスト教のこと）を持ち込むことを禁止したが、国内向けにも貴人の入信禁止を断言した。しかし同時期に家康は宣教師を介在させる必要のあるルソン貿易に取り組んでいたため、貴人の入信禁止令は厳格に守られなかった。
京極家の改宗は公にはされていなかったようで、「一六〇三年度日本年報」には、「都の近くに、京極マリア Qiogocudono Mariaの人の息子がいる。各々一国を有し、彼らと彼らの奥方も洗礼を受けているが、公方様（徳川家康）を怒らせるのではないかという不安のためにそのことをあえて公表していない」とある。
慶長14年（1609年）5月に47歳で没し、長男の忠高が跡を継いだ。高野山奥の院には大津城で討死した22名の家臣を供養する石碑が、慶長5年9月13日の日付と共に残っている。

## 人物
京極氏は北近江の守護で本来は浅井氏の主筋に当たるが、臣下の浅井氏の下克上を受け、その力は大きく衰えていた。高次はその庇護のもと、浅井の居城内で生まれた。のちに妹（姉説も）・竜子（松の丸殿）が豊臣秀吉の側室となり、淀殿の妹の初（常高院）を正室とした。そのため彼女たちの七光りで出世したとされ、蛍大名と囁かれた。しかし決して無能な人物ではなく、大津城の戦いでは、居城の大津城に篭もって1万人を超える西軍の軍勢を食い止め、関ヶ原の戦いの主戦場へと向かわせなかった。戦後、その功により若狭一国を与えられて国持大名となり、弟・高知と並んで京極家を再興し、近世大名家としての礎を固めた。

## 系譜
- 父：京極高吉（1504年 - 1581年）
- 母：京極マリア（1542年 - 1618年） - 浅井慶、養福院殿法山寿慶大禅定尼、浅井久政の次女
- 正室：常高院（1570年 - 1633年） - 初、浅井長政の娘
- 側室：山田氏
  - 長男：京極忠高（1593年 - 1637年）
- 側室：小倉氏
  - 男子：安毛高政

## 家臣
黒田伊予と山田大炊は、その行動から重臣であったと考えられる。
他には大津篭城戦の9月1日に城下町を戦に備え焼いた者として
- 斉藤勝左衛門
- 若宮兵助
- 比良七左衛門
- 多賀孫左衛門
- 小川勝太夫

9月11日夜から12日夜明けまでに寄せ手に夜襲をかけ戦果を得た者として
| - 高宮半四郎 - 赤尾伊豆守 - 山田大炊 - 三田村出雲 - 三田村吉助 - 内田太郎左衛門 - 尼子外記 - 服部佐渡 | - 鞍智伯耆 - 若宮平兵助 - 佐脇作左衛門 - 斉藤勝左衛門 - 多賀孫左衛門 - 今村掃部 - 箕浦備後 - 本郷左衛門 | - 丸尾孫五郎 - 中井治兵衛 - 服部幸太郎 - 友国心兵衛 - 寺西左衛門 - 伊東長右衛門 - 井上茂兵衛 - 石川右衛門 | - 西荘源左衛門 - 深井長右衛門 - 上原太郎作和 - 爾勘左衛門 - 小川五郎八 - 小野仁右衛門 - 小倉心兵衛 - 広瀬作太夫 |  |

9月13日に戦死した者として
| - 小関甚右衛門 - 磯野八左衛門 - 石黒又兵衛 - 山田三左衛門 | - 篠原宗兵衛 - 小川左近右衛門 - 三浦五右衛門 - 新保喜左衛門 | - 中次角兵衛 - 河上小左衛門 - 伊藤角助 - 林五郎兵衛 | - 横山久内 - 香川又右衛門 - 篠原右兵衛 - 山田平兵衛 | - 馬淵隠斎 - 藤岡又右衛門 - 石川久右衛門 |  |

らが伝わっている。

## 墓所
後瀬山城の下屋形であり、若狭武田氏の守護所であった地を京極氏も日常の居所として使用していたが、高次の死にともない、その地は高次の菩提寺の敷地として使用されることとなった。高次の戒名にちなみ「泰雲寺」と命名されたが、のちに酒井氏により空印寺と改名される。
高次の嫡男である京極忠高は若狭から出雲・隠岐に加増移封となったので出雲の松江城下（現松江市竹矢町）の寶亀山安國寺に父・高次の供養塔を建立した。現在もその宝篋印塔が残されている（松江市文化財）。
滋賀県米原市の徳源院にある石廟および内部の石塔は寛文11年（1671年）に子孫の京極高豊が建立したものである。

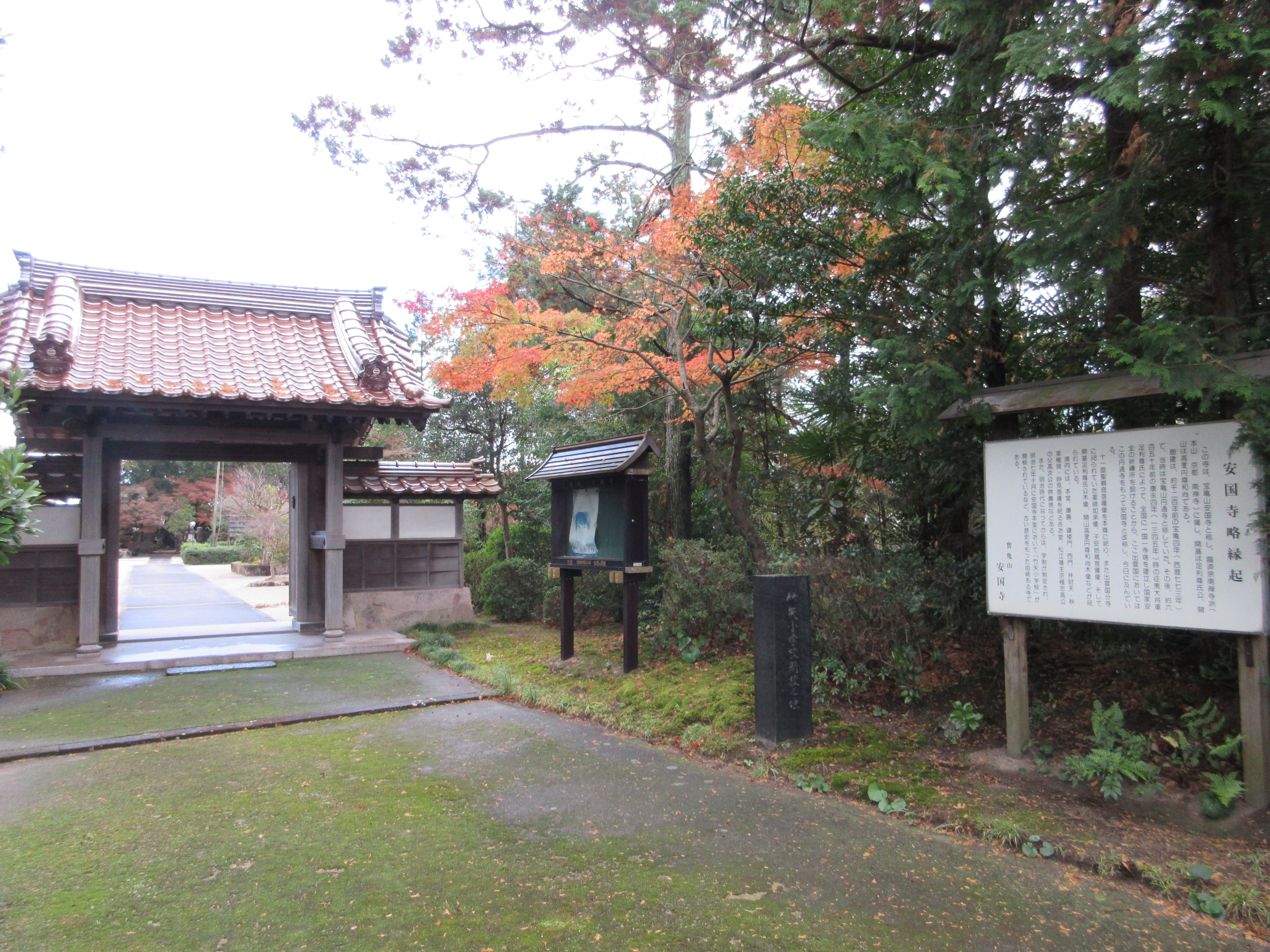
安国寺山門＋略縁起（松江市）（島根県松江市竹矢町993国道9号線旧道、意宇川近）
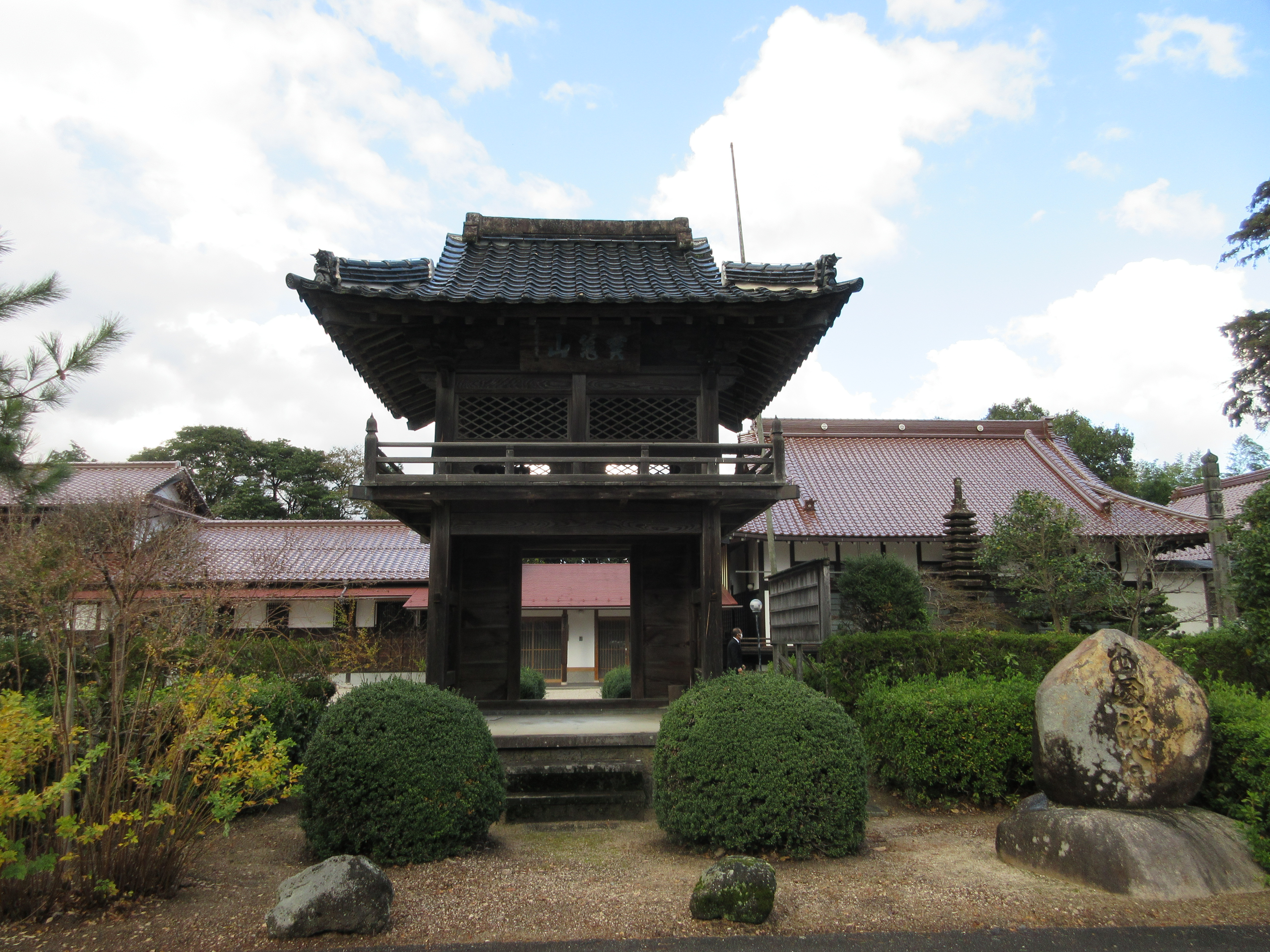
安国寺鐘楼門（松江市）（右手に京極高次公供養塔、山門・国道9号線は左側）
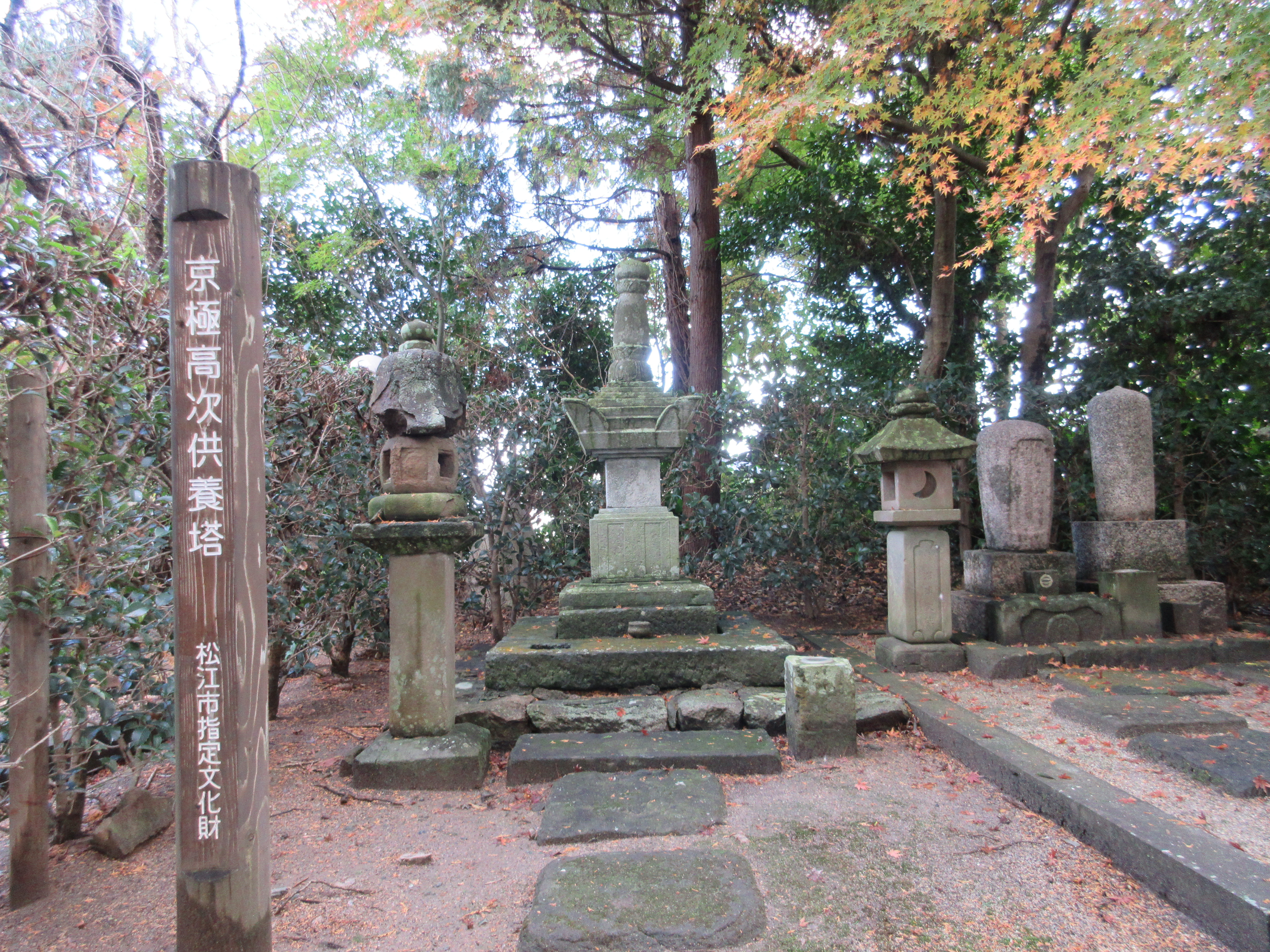
京極高次供養塔（松江市）（松江藩主京極忠高公、父京極高次公の菩提を弔う為建立）

## 関連作品

### 小説
- 今村翔吾『塞王の楯』（集英社、2021年 / 集英社文庫、2024年、上下巻）- 大津城の戦いを題材とした作品